# Витковац (Књажевац)
Витковац је насеље у Србији у општини Књажевац у Зајечарском округу. Према попису из 2022. било је 153 становника (према попису из 1991. било је 508 становника).

## Демографија
У насељу Витковац живи 140 пунолетних становника, а просечна старост становништва износи 56,1 година (53,6 код мушкараца и 58,9 код жена). У насељу има 72 домаћинстава, а просечан број чланова по домаћинству је 2,13.
Ово насеље је великим делом насељено Србима (према попису из 2002. године), а у последња три пописа, примећен је пад у броју становника.
|  |

| Демографија | Демографија | Демографија |
| Година      | Становника  | Становника  |
| ----------- | ----------- | ----------- |
| 1948.       | 1.085       |             |
| 1953.       | 1.063       |             |
| 1961.       | 1.000       |             |
| 1971.       | 751         |             |
| 1981.       | 584         |             |
| 1991.       | 508         | 494         |
| 2002.       | 352         | 362         |
| 2011.       | 199         |             |
| 2022.       | 153         |             |

| Етнички састав према попису из 2002.‍ | Етнички састав према попису из 2002.‍ | Етнички састав према попису из 2002.‍ | Етнички састав према попису из 2002.‍ | Етнички састав према попису из 2002.‍ |
| ------------------------------------ | ------------------------------------ | ------------------------------------ | ------------------------------------ | ------------------------------------ |
|                                      |                                      |                                      |                                      |                                      |
| Срби                                 | Срби                                 |                                      | 343                                  | 97,44%                               |
| Роми                                 | Роми                                 |                                      | 8                                    | 2,27%                                |
| Црногорци                            | Црногорци                            |                                      | 1                                    | 0,28%                                |
| непознато                            | непознато                            |                                      | 0                                    | 0,0%                                 |

| Година пописа     | 1948. | 1953. | 1961. | 1971. | 1981. | 1991. | 2002. |
| ----------------- | ----- | ----- | ----- | ----- | ----- | ----- | ----- |
| Број домаћинстава | 276   | 264   | 253   | 214   | 160   | 161   | 138   |

| Број чланова      | 1  | 2  | 3  | 4  | 5 | 6 | 7 | 8 | 9 | 10 и више | Просек |
| ----------------- | -- | -- | -- | -- | - | - | - | - | - | --------- | ------ |
| Број домаћинстава | 48 | 41 | 17 | 12 | 5 | 9 | 4 | 2 | 0 | 0         | 2,55   |

| Пол    | Укупно | Неожењен/Неудата | Ожењен/Удата | Удовац/Удовица | Разведен/Разведена | Непознато |
| ------ | ------ | ---------------- | ------------ | -------------- | ------------------ | --------- |
| Мушки  | 146    | 35               | 89           | 15             | 7                  | 0         |
| Женски | 172    | 19               | 87           | 61             | 5                  | 0         |
| УКУПНО | 318    | 54               | 176          | 76             | 12                 | 0         |

| Пол    | Укупно                    | Пољопривреда, лов и шумарство | Рибарство                            | Вађење руде и камена | Прерађивачка индустрија       |
| ------ | ------------------------- | ----------------------------- | ------------------------------------ | -------------------- | ----------------------------- |
| Мушки  | 50                        | 11                            | 0                                    | 0                    | 13                            |
| Женски | 31                        | 5                             | 0                                    | 0                    | 11                            |
| УКУПНО | 81                        | 16                            | 0                                    | 0                    | 24                            |
| Пол    | Производња и снабдевање   | Грађевинарство                | Трговина                             | Хотели и ресторани   | Саобраћај, складиштење и везе |
| Мушки  | 0                         | 4                             | 7                                    | 0                    | 4                             |
| Женски | 0                         | 1                             | 4                                    | 1                    | 1                             |
| УКУПНО | 0                         | 5                             | 11                                   | 1                    | 5                             |
| Пол    | Финансијско посредовање   | Некретнине                    | Државна управа и одбрана             | Образовање           | Здравствени и социјални рад   |
| Мушки  | 0                         | 0                             | 0                                    | 1                    | 1                             |
| Женски | 1                         | 0                             | 2                                    | 1                    | 3                             |
| УКУПНО | 1                         | 0                             | 2                                    | 2                    | 4                             |
| Пол    | Остале услужне активности | Приватна домаћинства          | Екстериторијалне организације и тела | Непознато            | Непознато                     |
| Мушки  | 2                         | 0                             | 0                                    | 7                    | 7                             |
| Женски | 0                         | 0                             | 0                                    | 1                    | 1                             |
| УКУПНО | 2                         | 0                             | 0                                    | 8                    | 8                             |